# Paula Chirilă
Paula Chirilă (n. 21 iunie 1975, Iași) este o actriță de film, radio, teatru, voce și televiziune, și prezentatoare de televiziune din România.

## Biografie
Paula Chirilă s-a născut la Iași în data de 21 iunie 1975. A absolvit Facultatea de Teatru din cadrul Universității de Arte „George Enescu” Iași, promoția 1998. Tot în 1998, a debutat în actorie pe scena Teatrului de Stat din Oradea cu rolul „Rosine” din „Bărbierul din Sevilia”. Timp de trei ani, actrița a jucat la Teatrul din Oradea, iar alți trei ani la Teatrul de Nord din Satu Mare. Pentru o scurtă perioadă de timp, Chirilă a cântat cu formația Boema din Oradea. Pe micile ecrane, actrița debutat cu rolul Anei, în filmul „Margo” (2006), regizat de Ioan Carmazan. Tot în anul 2006, în urma rolului său din scurtmetrajul „Nunta”, Chirilă a obținut premiul pentru  „Cea mai bună actriță de comedie“ la Festivalul internațional de teatru și film „Hyperion“.
În anul 2016, Chirilă a prezentat reality show-ul matrimonial Mireasă pentru fiul meu în locul Mirelei Boureanu Vaida.
Chirilă a fost căsătorită Marius Aciu. Cei doi au împreună o fiică pe nume Carla Sofia.

## Filmografie
- Margo (2006)
- Ușă-n ușă (2008)
- O secundă de viață (2009)
- What God wants, God gets, God help us all (2015)
- Nimic nu-mi scapă (2015)
- Scurtcircuit   (2017)
- Zăpadă, Ceai și Dragoste (2021)

## Piese de teatru
- Un bărbat și mai multe femei
- Nimic nu-mi scapă
- Moartea pentru patrie
- O femeie, doi bărbați, trei posibilități
- E Soare/Plouă
- Te iubesc dar nu pe tine

## Premii și nominalizări
| An   | Premiu                  | Categorie                                            | Recipient     | Rezultat     |
| ---- | ----------------------- | ---------------------------------------------------- | ------------- | ------------ |
| 2017 | Premiile Radar de Media | "Cea mai populară vedetă de televiziune din România" | Paula Chirilă | Nominalizare |

## Vezi și
- Margo
- Mireasă pentru fiul meu